# الجديدة (رشيد)
قرية الجديدة هي إحدى القرى التابعة لمركز رشيد في محافظة البحيرة في جمهورية مصر العربية. حسب إحصاءات سنة 2006، بلغ إجمالي السكان في الجديدة 6313 نسمة، منهم 3230 رجل و3083 امرأة.